# Hraniční přechod Bajakovo–Batrovci
Hraniční přechod Bajakovo–Batrovci (chorvatsky Granični prijelaz Bajakovo-Batrovci, srbsky Гранични прелаз Батровци-Бајаково/Granični prelaz Batrovci-Bajakovo) je hlavní silniční hraniční přechod mezi Srbskem a Chorvatskem. Jmenuje se podle vesnic Bajakovo ve Vukovarsko-sremské župě Chorvatska a Batrovci ve Sremském okruhu Srbska.
Hraniční přechod se nachází na bývalé dálnici Bratrství a jednoty, která v bývalé Jugoslávii spojovala Záhřeb a Bělehrad (a také další města). Představuje hlavní přechod mezi Chorvatskem a Srbskem. Na západní straně dnes z přechodu vede dálnice A3 do Chorvatska a na východ pokračuje dálnice A3 do Srbska.
V současné podobě byl hraniční přechod vybudován po roce 2005, a to za finanční asistence Evropské unie, resp. agentury EU pro rekonstrukci. Nahradil tak starší přechod z let 1993–1994, který neodpovídal provozu na mezinárodní dálnici.. Dne 21. září 2015 byl v souvislosti s evropskou migrační krizí tento hraniční přechod uzavřen pro nákladní dopravu, což přerušilo nákladní kamionovou dopravu mezi Srbskem a západem Evropy. Následně srbská vláda zaslala protestní dopis Evropské komisi ohledně toho, že členská země (Chorvatsko) se rozhodla tento přechod uzavřít.